# Целерицкий, Константин Петрович
Константи́н Петро́вич Целери́цкий (1856, Российская империя ― после 1923, Козьмодемьянск, Марийская автономная область, РСФСР, СССР) ― русский и советский врач. Старший врач Козьмодемьянского уезда Казанской губернии (с 1891). Герой Труда (1923).

## Биография
Родился в 1856 году в семье обер-офицера.
В 1881 году окончил Казанский университет (стипендиат Симбирского земства).
С 1891 года ― уездный врач, заведующий холерным бараком, врач городского училища в Козьмодемьянске. Участвовал в деятельности Козьмодемьянского попечительства о народной трезвости. Коллежский советник (1903). 
В 1915 году ― председатель всесословного клуба, титулярный советник. 
В первые годы советской власти ― заведующий санитарно-эпидемиологическим отделом Козьмодемьянской больницы, санитарно-медицинский врач. 
В 1923 году ему присвоено звание «Герой Труда». Награждён медалями Российской империи.
Скончался после 1923 года в г. Козьмодемьянске Марийской автономной области. 

## Звания и награды
- Герой Труда (1923)[1]
- Серебряная медаль «В память царствования императора Александра III»[1]

## Память
Отдельные фотографии, запечатлевшие уездного врача К. П. Целерицкого, ныне хранятся в Козьмодемьянском музейном комплексе. 